# Heroes of Ruin
Heroes of Ruin è un videogioco d'azione strategico in tempo reale di ruolo sviluppato dalla n-Space, pubblicato dalla Square Enix e distribuito dalla Nintendo per Nintendo 3DS. È stato pubblicato il 15 giugno 2012 in Europa ed il 17 luglio 2012 in America Settentrionale.

## Modalità di gioco
Heroes of Ruin  un videogioco di ruolo d'azione nel quale il giocatore combatte vari nemici come cecchini, bestie e spadaccini.
Il videogioco utilizza le tecnologie StreetPass e SpotPass. Usando lo StreetPass, i giocatori possono sfruttare una opzione chiamata "Traders Network", e scambiare contenuti con altri giocatori. Nel negozio, i giocatori possono vendere i propri oggetti in cambio di punti, che possono essere poi utilizzati per comprare nuovi oggetti, che diversamente non potrebbero ottenere. Usando SpotPass, i giocatori possono completare delle sfide diverse ogni giorno per un anno dopo la pubblicazione del videogioco. Il sito web del videogioco permetterà ai giocatori ti tenere traccia dei propri risultati, e trovare ulteriori sfide da portare a compimento.

## Trama
La storia di Heroes of Ruin segue quattro mercenari che stanno tentando di trovare una cura per il governatore della città di Nexus, una sfinge di nome Ataraxis, che sta morendo per via di una maledizione. I quattro eroi possono sia collaborare fra loro o procedere separatamente. Nel corso della loro avventura dovranno fronteggiare molte strane e spaventose creature, incluse le forze del male che stanno dietro alla maledizione di Ataraxis.

## Sviluppo
Il produttore della Square Enix George Wright ha dichiarato che il team "era eccitato di realizzare un gioco specificatamente per il 3DS che facesse uso di molta connettività e reti sociali." Ha inoltre dichiarato che il gioco "combina elementi dei videogiochi d'azione e dei videogiochi di ruolo. Prende ispirazione da un'ampia gamma di videogiochi [...] ma porta anche il proprio contributo al genere." La n-Space ha inoltre dichiarato che la Nintendo ha aiutato nella fase di sviluppo per sbloccare poteri extra nelle caratteristiche multiplayer del 3DS.